# In the Shadow of the Pines
In the Shadow of the Pines è un cortometraggio muto del 1911 diretto da Hobart Bosworth

## Produzione
Il film fu prodotto dalla Selig Polyscope Company

## Distribuzione
Distribuito dalla General Film Company, il film - cortometraggio di 212,15 metri - uscì nelle sale cinematografiche statunitensi il 28 agosto 1911.